# Delphinidin-3-O-sambubiosid-5-O-glucosid
Delphinidin-3-O-sambubiosid-5-O-glucosid ist ein Anthocyan aus dem Aglycon Delphinidin mit zwei Zuckerkomponenten, Sambubiose und Glucose. Die Grundstruktur ist das Flavylium-Kation. 
Es ist nicht genau bekannt, welche die Gegenionen kationischer Anthocyanine in Pflanzen sind (vermutlich handelt es sich um organische Anionen), isoliert werden sie aber meist als Chloride. Daher sind in der nebenstehenden Infobox Daten zu Delphinidin-3-O-sambubiosid-5-O-glucosidchlorid angegeben.

## Vorkommen

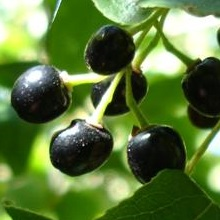
Delphinidin-3-O-sambubiosid-5-O-glucosid ist das wichtigste Anthocyan in Maquibeeren

Delphinidin-3-O-sambubiosid-5-O-glucosid ist das Haupt-Anthocyan in Maquibeeren (Aristotelia chilensis). Es kommt auch in bestimmten genetischen Varianten der Erbse vor.

## Eigenschaften
Delphinidin-3-O-sambubiosid-5-O-glucosid wirkt im Mausmodell antidiabetisch.